# Liste des cathédrales de Papouasie-Nouvelle-Guinée
Cet article recense les cathédrales de Papouasie-Nouvelle-Guinée.

## Catholicisme[1]
- Cathédrale Saint-Ignace d'Aitape
- Cathédrale du Sacré-Cœur-de-Jésus d'Alotau
- Cathédrale Notre-Dame-du-Sacré-Cœur de Bereina
- Cathédrale Notre-Dame-de-l'Assomption de Buka
- Cathédrale Saint-Gérard de Kiunga
- Co-cathédrale Saint-Louis-de-Montfort de Daru
- Cathédrale Sainte-Marie-Auxiliatrice de Kefamo
- Cathédrale Notre-Dame-du-Sacré-Cœur de Kavieng
- Cathédrale du Saint-Esprit de Kerema
- Cathédrale Saints-Pierre-et-Paul de Kimbe
- Cathédrale Sainte-Marie-Auxiliatrice de Kundiawa
- Cathédrale Sainte-Marie de Lae
- Cathédrale du Saint-Esprit de Madang
- Cathédrale de la Mère-du-Divin-Pasteur de Mendi
- Cathédrale de la Sainte-Trinité de Mount Hagen
- Cathédrale Sainte-Marie de Port Moresby
- Cathédrale du Sacré-Cœur de Vunapope
- Co-cathédrale Saint-François-Xavier de Rabaul
- Pro-cathédrale Sainte-Croix de Vanimo
- Cathédrale du Bon-Pasteur de Sangurap
- Cathédrale du Christ-Roi de Wewak

## Anglicanisme
- Cathédrale Saint-Jean de Port Moresby
- Cathédrale de la Résurrection de Popondetta
- Cathédrale Saints-Pierre-et-Paul de Dogura